# マヌエル・ピカオ
マヌエル・ピカオ（Manuel Picão、1997年4月10日 - ）は、カンペオナト・ポルトガル・デ・ラグビー、グルポ・デシポルトゥ・ディレイトに所属するラグビーユニオン選手。

## プロフィール
- ポルトガル出身[1]。
- ポジションはフランカー(FL)。
- 身長 185cm、体重 98kg
- ポルトガル代表キャップは21（2025年2月現在）でラグビーワールドカップ2023のポルトガル代表に選ばれた[2]。

## 略歴
ルシタノスXVを経て、2023年、グルポ・デシポルトゥ・ディレイトに加入。